# Boulder City
Boulder City é uma cidade localizada no estado americano de Nevada, no condado de Clark.

Construída em 1931 para realojar os trabalhadores da barragem Hoover das suas tendas em pântanos, esta pequena cidade localiza-se muito perto de Vegas. 

Estátuas de bronze enfeitam as ruas singulares, representando a história deste assentamento planeado, onde predominam parques espaçosos que proporcionam oportunidades recreacionais aos seus primeiros habitantes. Livre de casinos, é um antídoto calmo e amigável à cidade do pecado.

## Geografia
De acordo com o United States Census Bureau, a cidade tem uma área de 540,2 km², onde 540,1 km² estão cobertos por terra e 0,1 km² por água.

### Localidades na vizinhança
O diagrama seguinte representa as localidades num raio de 32 km ao redor de Boulder City. 

## Demografia
Segundo o censo nacional de 2010, a sua população é de 15 023 habitantes e sua densidade populacional é de 27,8 hab/km². Possui 7 412 residências, que resulta em uma densidade de 13,7 residências/km².

## Equipamentos
- Museu da Barragem Boulder (bilhetes a 2 dólares) - foca-se nos custos sociais e humanos desta maravilha de engenharia (sendo gerida pelo filho de uma habitante de Ragtown).

## Lista de marcos
A relação a seguir lista as entradas do Registro Nacional de Lugares Históricos em Boulder City. O primeiro marco foi designado em 8 de abril de 1981 e o mais recente em 4 de setembro de 2004. Aqueles marcados com ‡ também são um Marco Histórico Nacional.
- Boulder City Historic District
- Boulder Dam Hotel
- Gold Strike Canyon-Sugarloaf Mountain Traditional Cultural Property
- Old Boulder City Hospital
- Represa Hoover‡
- Willow Beach Gauging Station